# GIFT of SMAP CONCERT'2012
『GIFT of SMAP CONCERT'2012』（ギフト・オブ・スマップ・コンサート2012）は、SMAPの27作目のDVD。2012年12月5日にビクターエンタテインメントから発売され、2014年3月26日にはBlu-ray Discが発売された。

## 概要
- 2012年の8月23日から10月14日に行われたSMAPによる、東京ドーム、ナゴヤドーム、京セラドーム大阪、福岡Yahoo!JAPANドーム、味の素スタジアムの全国5か所で行われたコンサートツアーで「We are SMAP! 2010 SMAP CONCERT TOUR」以来、約2年ぶりの全国ツアー「GIFT of SMAP -CONCERT TOUR'2012-」の映像が収められている。発売時点では、札幌ドーム公演はまだ開催されていなかったため、特典映像DISCには収録されていない。
- 発売日には、赤坂サカスでの期間限定ショップ「GIFT from SMAP」のみ限定パッケージ仕様が発売された。SMAP SHOP限定パッケージのみDISC.3に収録されている「Memories' of GIFT」は通常仕様とは異なっている。
- 「ENDING」の映像のバックの音源として、「GIFT of SMAP」のリード曲「gift」が使用されている。
- 2012年12月17日付のオリコン総合DVDランキングで約13.3万枚を売り上げ1位を獲得した。これで7作目の総合1位となった。
- Junctionの映像ではマーティ・フリードマン、山口一郎、菅野よう子、ナオト・インティライミといった今回のアルバムで楽曲を提供したアーティストや、堀北真希などが出演し、Conte Cornerの映像では進行役でタモリが出演した。
  - ただし「Conte Corner」の中で、「しょうわ時代」(中居正広のコント)のみライブシーンの後半が「大人の事情」によりカットされている。
- 2014年3月26日にはSMAPでは初めてライブのBlu-ray Disc版が発売され、『SMAP 2008 super.modern.artistic.performance tour』と『We are SMAP! 2010 CONCERT DVD』のBlu-ray Disc版も同時発売となった。

## 収録内容

### 本編映像
DVD, BD 共通
※Blu-rayではDISC.1にまとめて収録。

#### DISC.1
1. Theme of gift
2. Just Go!
3. BANG! BANG! バカンス!
4. KANSHAして
5. 君とBoogie Woogie
6. Junction
7. I Wanna Be Your Man - 稲垣吾郎・草彅剛・香取慎吾
8. gift
9. WOW! WOW! WOW!
10. 夜空ノムコウ
11. 唐獅子牡丹 - 草彅剛
12. SMAP
13. not alone 〜幸せになろうよ〜
14. Moment[注 1]
15. さかさまの空
16. Junction[注 2]
17. La + LOVE & PEACE - 木村拓哉
18. Special Thanks - 稲垣吾郎
19. 僕の半分
20. Junction
21. イナクテサビシイ
22. おはよう - 木村拓哉・香取慎吾
23. エンジェルはーと
24. オレンジ
25. Conte Corner
  1. 綾小路しんまろ - 香取慎吾
  2. 翼 彦一（任侠ヘルパー） - 草彅剛
  3. ペットのPちゃん - 木村拓哉
  4. CCBゴロー - 稲垣吾郎
  5. 中山さん - 中居正広

#### DISC.2
1. MONSTERS - 香取慎吾
2. Junction
3. 真夏の脱獄者
4. Keep my love
5. HIKARI
6. CRAZY FIVE
7. 手を繋ごう
8. ねぇ… - 中居正広
9. SHAKE
10. オリジナル スマイル
11. This is love
12. ありがとう
13. 前に!
14. ENDING

### 特典映像
※DVDではDISC.3、Blu-rayではDISC.2に収録。
1. Rehearsal Digest
2. Fukuoka
3. Osaka
4. Nagoya
5. Tokyo
6. Ajinomoto Stadium
7. Moment（マルチアングル映像）
  1. Masahiro Nakai
  2. Takuya Kimura
  3. Goro Inagaki
  4. Tsuyoshi Kusanagi
  5. Shingo Katori
8. Memories' of GIFT
通常盤
  1. SUMMER GATE
  2. Major
  3. Can't Stop!! -LOVING-
  4. 泣きたい気持ち
  5. Over Flow

SMAP SHOP限定盤 *DVDのみ
  1. 僕は君を連れてゆく
  2. Hey Hey おおきに毎度あり
  3. A Song For Your Love
  4. 夏日憂歌
  5. はじまりのうた
9. Introduction for stage

※「Memories' of GIFT」はダイジェスト収録。

## コンサートツアー

### 概要
- ライブ名は『GIFT of SMAP -CONCERT TOUR'2012-』。20作目のオリジナルアルバム『GIFT of SMAP』を引っ提げての全国6会場で21公演が行われたライブツアーとなった。
- ライブ中の「Conte Corner」ではメンバーが一人ずつ『SMAP×SMAP』内でのコントキャラクターとして登場した。
- ナゴヤドームでは、香取の冠番組「おじゃマップ」の企画で、1組のカップルが会場にて約5万人の前でプロポーズをした模様が、同年9月19日に放送された。
- ビデオ撮りの日の9月28日は、SMAPも度々出演していた「火曜曲!」の企画で、AKB48の高橋みなみと大島優子が潜入した模様が、本作品には収録されていないが、12月4日に放送された。
- 10月14日の味の素スタジアムでは、香取慎吾と山下智久で結成されたユニット「The MONSTERS」の初パフォーマンスが披露された。
- 東京ドームでのコンサートでは、中居正広の考案でKis-My-Ft2の北山宏光と藤ヶ谷太輔が「Just Go!」と「CRAZY FIVE」でバックダンサーとして参加し、2012年12月18日にその模様が「白黒ジャッジバラエティ 中居正広の怪しい噂の集まる図書館」で放送された。
- 12月24日の札幌ドームでは、グループとしては初のクリスマスライブとなる。クリスマス公演は21曲目の「オレンジ」の次にクリスマスメドレーとして、「GIFT from SMAP」、「Song of X'smap」、「「Christmas Night」、「雪が降ってきた」を特別に披露した。なお、ダブルアンコールとして、「$10」、「青いイナズマ」トリプルアンコールに「夜空ノムコウ」、「俺たちに明日はある」を披露した。ダブルアンコール、トリプルアンコールは本作品には収録されていないが、クリスマスメドレーは、2012年12月24日の「SMAP×SMAP」で放送された。

- 同じく、12月24日の札幌公演にはサプライズゲストとして少女時代が登場し、メンバーの中居が扮するしょうわ時代の中山さんと一緒にダンスを披露した。また、同じ日のコントコーナーではナインティナインが乱入し、CRAZY FIVEの中居ダンスパートでは岡村隆史がスーツ姿でバックを踊り（他の4人も中居ではなく岡村の名前を呼んだ）、大サビ部分でも中居の厄除けをしながら居座り続け、1回はダンサー2名によって退場されたが、今度は中居と同じ衣装でダンスを踊った。そのため、『CRAZY FIVE』が『CRAZY SIX』状態に。この様子をみて、矢部浩之は「元祖SMAPと同じ6人だ」と言った。
  - その日は月曜日ということもあり、その日のSMAP×SMAPは一部生放送された。エンディング部分にはナインティナインも登場し、この次の年のめちゃイケ新春スペシャルの告知をした。

- このツアーでの観客動員数が、「Pop Up! SMAP - 飛びます! トビだす! とびスマ? TOUR」以来100万人を突破。2008年、2010年は5人のスケジュールが合わない中での強行突破ツアーとなり、満足のいく公演数を確保出来ていなかったが、それぞれ80万人以上動員している。

### 開催日時・会場
- コンサートツアー『GIFT of SMAP -CONCERT TOUR 2012-』について記述。

|        | 開催日時 | 開演時間 | 会場                  |
| 2012年 | 2012年   | 2012年   | 2012年                |
| ------ | -------- | -------- | --------------------- |
| 1      | 8月23日  | 18:30    | 福岡Yahoo!JAPANドーム |
| 1      | 8月24日  | 18:30    | 福岡Yahoo!JAPANドーム |
| 1      | 8月25日  | 18:00    | 福岡Yahoo!JAPANドーム |
| 1      | 8月26日  | 16:00    | 福岡Yahoo!JAPANドーム |
| 2      | 8月30日  | 18:30    | 京セラドーム大阪      |
| 2      | 8月31日  | 18:30    | 京セラドーム大阪      |
| 2      | 9月1日   | 18:00    | 京セラドーム大阪      |
| 2      | 9月2日   | 16:00    | 京セラドーム大阪      |
| 3      | 9月12日  | 18:30    | ナゴヤドーム          |
| 3      | 9月13日  | 18:30    | ナゴヤドーム          |
| 3      | 9月14日  | 18:30    | ナゴヤドーム          |
| 3      | 9月15日  | 18:00    | ナゴヤドーム          |
| 4      | 9月26日  | 18:30    | 東京ドーム            |
| 4      | 9月27日  | 18:30    | 東京ドーム            |
| 4      | 9月28日  | 18:30    | 東京ドーム            |
| 4      | 9月29日  | 16:00    | 東京ドーム            |
| 4      | 9月30日  | 16:00    | 東京ドーム            |
| 5      | 10月13日 | 17:00    | 味の素スタジアム      |
| 5      | 10月14日 | 17:00    | 味の素スタジアム      |
| 6      | 12月22日 | 18:00    | 札幌ドーム            |
| 6      | 12月24日 | 16:00    | 札幌ドーム            |

### GIFT曲(日替わり曲)
今回のコンサートツアーでは、各公演ごと歌う曲が異なるGIFT曲(日替わり曲)が1曲歌唱された。歌唱される曲はスロットで発売された年とタイトルで発表され、曲の映像が流れ、歌唱する流れとなっている。普段のコンサートツアーでは歌われないカップリング曲やアルバム曲、デビュー当時の曲などが歌唱された。
|    | 開催日時       | 会場                  | GIFT曲(日替わり曲)              |
| -- | -------------- | --------------------- | ------------------------------- |
| 1  | 2012年8月23日  | 福岡Yahoo!JAPANドーム | SUMMER GATE                     |
| 2  | 2012年8月24日  | 福岡Yahoo!JAPANドーム | 僕は君を連れてゆく              |
| 3  | 2012年8月25日  | 福岡Yahoo!JAPANドーム | Song 2 ～the sequel to that～   |
| 4  | 2012年8月26日  | 福岡Yahoo!JAPANドーム | どうか届きますように            |
| 5  | 2012年8月30日  | 京セラドーム大阪      | Major                           |
| 6  | 2012年8月31日  | 京セラドーム大阪      | Hey Hey おおきに毎度あり        |
| 7  | 2012年9月1日   | 京セラドーム大阪      | ススメ!                         |
| 8  | 2012年9月2日   | 京セラドーム大阪      | 正義の味方はあてにならない      |
| 9  | 2012年9月12日  | ナゴヤドーム          | Can't Stop!! -LOVING-           |
| 10 | 2012年9月13日  | ナゴヤドーム          | A Song For Your Love            |
| 11 | 2012年9月14日  | ナゴヤドーム          | 君と僕の6ヶ月                   |
| 12 | 2012年9月15日  | ナゴヤドーム          | STAY                            |
| 13 | 2012年9月26日  | 東京ドーム            | 泣きたい気持ち                  |
| 14 | 2012年9月27日  | 東京ドーム            | 夏日憂歌                        |
| 15 | 2012年9月28日  | 東京ドーム            | SMAP                            |
| 16 | 2012年9月29日  | 東京ドーム            | 旅立ちの日に                    |
| 17 | 2012年9月30日  | 東京ドーム            | チョモランマの唄                |
| 18 | 2012年10月13日 | 味の素スタジアム      | Over Flow                       |
| 19 | 2012年10月14日 | 味の素スタジアム      | はじまりのうた                  |
| 20 | 2012年12月22日 | 札幌ドーム            | Triangle                        |
| 21 | 2012年12月24日 | 札幌ドーム            | 雪が降ってきた (ballad version) |